# VTR Open 2013
VTR Open 2013 byl tenisový turnaj pořádaný jako součást mužského okruhu ATP World Tour, který se hrál v areálu Club Naval de Campo Las Salinas na otevřených antukových dvorcích. Konal se mezi 2. až 10. únorem 2013 v chilském městě Viña del Mar jako 20. ročník turnaje.
Turnaj s rozpočtem 467 800 dolarů patřil do kategorie ATP World Tour 250. Nejvýše nasazeným hráčem ve dvouhře se stal španělský pátý hráč světa Rafael Nadal, pro nějž turnaj představoval návrat do profesionálního tenisu po několikaměsíční přestávce, když poslední utkání předtím odehrál ve druhém kole Wimbledonu 2012.

## Mužská dvouhra

### Nasazení
| Stát      | Hráč                 | ATP1) | Nasazení |
| --------- | -------------------- | ----- | -------- |
| Španělsko | Rafael Nadal         | 5.    | 1.       |
| Argentina | Juan Mónaco          | 12.   | 2.       |
| Francie   | Jérémy Chardy        | 25.   | 3.       |
| Španělsko | Pablo Andújar        | 45.   | 4.       |
| Španělsko | Albert Ramos         | 51.   | 5.       |
| Itálie    | Paolo Lorenzi        | 61.   | 6.       |
| Španělsko | Daniel Gimeno Traver | 66.   | 7.       |
| Argentina | Carlos Berlocq       | 70.   | 8.       |

- 1) Žebříček ATP k 28. lednu 2013.[3]

### Jiné formy účasti
Následující hráči obdrželi divokou kartu do hlavní soutěže:
- Nicolás Massú
- Rafael Nadal

Následující hráči postoupili z kvalifikace:
- Federico Delbonis
- Dušan Lajović
- Gianluca Naso
- Diego Schwartzman

### Odhlášení
- Igor Andrejev

## Mužská čtyřhra

### Nasazení
| Stát     | Hráč              | Stát      | Hráč             | ATP1) | Nasazení |
| -------- | ----------------- | --------- | ---------------- | ----- | -------- |
| Itálie   | Daniele Bracciali | Brazílie  | Marcelo Melo     | 41.   | 1.       |
| Česko    | František Čermák  | Česko     | Lukáš Dlouhý     | 93.   | 2.       |
| Německo  | Dustin Brown      | Německo   | Christopher Kas  | 122.  | 3.       |
| Rakousko | Oliver Marach     | Argentina | Horacio Zeballos | 133.  | 4.       |

- 1) Žebříček ATP k 28. lednu 2013; číslo je součtem umístění obou členů páru.

### Jiné formy účasti
Následující páry obdržely divokou kartu do hlavní soutěže:
- Cristian Garín /  Nicolas Jarry
- Gonzalo Lama /  Nicolás Massú

## Přehled finále

### Mužská dvouhra
- Horacio Zeballos vs.  Rafael Nadal, 6–7(2–7), 7–6(8–6), 6–4

### Mužská čtyřhra
- Paolo Lorenzi /  Potito Starace vs.  Juan Mónaco /  Rafael Nadal, 6–2, 6–4